# Právo na bydlení
Právo na bydlení je ekonomické, sociální a kulturní právo na adekvátní bydlení a přístřešek. Je uvedeno ve Všeobecné deklaraci lidských práv, v Mezinárodním paktu o hospodářských, sociálních a kulturních právech a v některých ústavách států.
Česká Listina základních práv a svobod právo na bydlení přímo nezmiňuje, ale Ústavní soud ČR dovozuje, že spadá pod článek 30 odstavec 2, který se věnuje hmotné pomoci lidí v nouzi.